# Liste der Nummer-eins-Hits in Dänemark (1987)
Diese Liste enthält alle Nummer-eins-Hits in Dänemark im Jahr 1987. Es gab in diesem Jahr acht nachgewiesene Nummer-eins-Singles. Music & Media, In den Kalenderwochen 1, wurden keine Charts veröffentlicht.

## Singles
| | Liste der Nummer-eins-Hits in Dänemark | Liste der Nummer-eins-Hits in Dänemark | Liste der Nummer-eins-Hits in Dänemark                                                | 1988 →                    |
| \| Zeitraum \| Wo. ges. \| Interpret \| Titel Autor(en) \| Zusätzliche Informationen \| \| (Zeitraum, Wochen auf Platz eins, Interpret, Titel, Autor[en], zusätzliche Informationen) \| \| \| \| \| \| ----------------------------------------------------------------------------------------- \| -------- \| ----------------------------------- \| ------------------------------------------------------------------------------------- \| ------------------------- \| \| 13. Dezember 1986 – 2. Januar 1987 3 Wochen (insgesamt 5) \| 5 \| Kim Larsen \| Jeo Ved En Laerkerede \| – \| \| 10. Januar 1987 – 23. Januar 1987 2 Wochen (insgesamt 5) \| 5 \| Kim Larsen \| Jeo Ved En Laerkerede \| – \| \| 24. Januar 1987 – 6. März 1987 6 Wochen \| 6 \| Dodo & the Dodo's \| Giv Mig Hvad Du Her \| – \| \| 7. März 1987 – 13. März 1987 1 Woche \| 1 \| Dodo & the Dodo's \| Go'Nat \| – \| \| 14. März 1987 – 24. April 1987 6 Wochen \| 6 \| Level 42 \| Running in the Family Mark King, Waliou Jacques Daniel Badarou, Rowland Charles Gould \| – \| \| 25. April 1987 – 1. Mai 1987 1 Woche \| 1 \| Prince \| Sign o' the Times Prince \| – \| \| 2. Mai 1987 – 29. Mai 1987 4 Wochen \| 4 \| Ferry Aid \| Let It Be John Winston Lennon, Paul James McCartney \| – \| \| 30. Mai 1987 – 19. Juni 1987 3 Wochen (insgesamt 6) \| 6 \| Kim Larsen \| Vend Kajakken \| – \| \| 20. Juni 1987 – 17. Juli 1987 4 Wochen \| 4 \| Whitney Houston \| I Wanna Dance with Somebody (Who Loves Me) George Robert Merrill, Shannon Rubicam \| – \| \| 18. Juli 1987 – 7. August 1987 3 Wochen (insgesamt 6) \| 6 \| Kim Larsen \| Vend Kajakken \| – \| \| 8. August 1987 – 11. September 1987 5 Wochen \| 5 \| Madonna \| Who’s That Girl Madonna, Patrick Leonard \| – \| \| 12. September 1987 – 18. September 1987 1 Woche \| 1 \| Michael Jackson with Siedah Garrett \| I Just Can’t Stop Loving You Michael Jackson \| – \| \| 19. September 1987 – 2. Oktober 1987 2 Wochen \| 2 \| Pet Shop Boys \| It’s a Sin Chris Lowe, Neil Francis Tennant \| – \| \| 3. Oktober 1987 – 16. Oktober 1987 2 Wochen \| 2 \| Depeche Mode \| Never Let Me Down Again Martin Gore \| – \| \| 17. Oktober 1987 – 30. Oktober 1987 2 Wochen \| 2 \| Michael Jackson \| Bad Michael Jackson \| – \| \| 31. Oktober 1987 – 13. November 1987 2 Wochen \| 2 \| Madonna \| Causing a Commotion Madonna, Stephen Bray \| – \| \| 14. November 1987 – 1. Januar 1988 7 Wochen \| 7 \| Bee Gees \| You Win Again Barry Alan Gibb, Maurice Ernest Gibb, Robin Hugh Gibb \| – \| |                                        |                                        |                                                                                       |                           |
| |                                        |                                        |                                                                                       | → 1988 →                  |
| Zeitraum | Wo. ges.                               | Interpret                              | Titel Autor(en)                                                                       | Zusätzliche Informationen |
| (Zeitraum, Wochen auf Platz eins, Interpret, Titel, Autor[en], zusätzliche Informationen) |                                        |                                        |                                                                                       |                           |
| 13. Dezember 1986 – 2. Januar 1987 3 Wochen (insgesamt 5) | 5                                      | Kim Larsen                             | Jeo Ved En Laerkerede                                                                 | –                         |
| 10. Januar 1987 – 23. Januar 1987 2 Wochen (insgesamt 5) | 5                                      | Kim Larsen                             | Jeo Ved En Laerkerede                                                                 | –                         |
| 24. Januar 1987 – 6. März 1987 6 Wochen | 6                                      | Dodo & the Dodo's                      | Giv Mig Hvad Du Her                                                                   | –                         |
| 7. März 1987 – 13. März 1987 1 Woche | 1                                      | Dodo & the Dodo's                      | Go'Nat                                                                                | –                         |
| 14. März 1987 – 24. April 1987 6 Wochen | 6                                      | Level 42                               | Running in the Family Mark King, Waliou Jacques Daniel Badarou, Rowland Charles Gould | –                         |
| 25. April 1987 – 1. Mai 1987 1 Woche | 1                                      | Prince                                 | Sign o' the Times Prince                                                              | –                         |
| 2. Mai 1987 – 29. Mai 1987 4 Wochen | 4                                      | Ferry Aid                              | Let It Be John Winston Lennon, Paul James McCartney                                   | –                         |
| 30. Mai 1987 – 19. Juni 1987 3 Wochen (insgesamt 6) | 6                                      | Kim Larsen                             | Vend Kajakken                                                                         | –                         |
| 20. Juni 1987 – 17. Juli 1987 4 Wochen | 4                                      | Whitney Houston                        | I Wanna Dance with Somebody (Who Loves Me) George Robert Merrill, Shannon Rubicam     | –                         |
| 18. Juli 1987 – 7. August 1987 3 Wochen (insgesamt 6) | 6                                      | Kim Larsen                             | Vend Kajakken                                                                         | –                         |
| 8. August 1987 – 11. September 1987 5 Wochen | 5                                      | Madonna                                | Who’s That Girl Madonna, Patrick Leonard                                              | –                         |
| 12. September 1987 – 18. September 1987 1 Woche | 1                                      | Michael Jackson with Siedah Garrett    | I Just Can’t Stop Loving You Michael Jackson                                          | –                         |
| 19. September 1987 – 2. Oktober 1987 2 Wochen | 2                                      | Pet Shop Boys                          | It’s a Sin Chris Lowe, Neil Francis Tennant                                           | –                         |
| 3. Oktober 1987 – 16. Oktober 1987 2 Wochen | 2                                      | Depeche Mode                           | Never Let Me Down Again Martin Gore                                                   | –                         |
| 17. Oktober 1987 – 30. Oktober 1987 2 Wochen | 2                                      | Michael Jackson                        | Bad Michael Jackson                                                                   | –                         |
| 31. Oktober 1987 – 13. November 1987 2 Wochen | 2                                      | Madonna                                | Causing a Commotion Madonna, Stephen Bray                                             | –                         |
| 14. November 1987 – 1. Januar 1988 7 Wochen | 7                                      | Bee Gees                               | You Win Again Barry Alan Gibb, Maurice Ernest Gibb, Robin Hugh Gibb                   | –                         |